# Семибратнє городище
Семибратнє городище або Лабріс (Лабріт) — синдське (меотське) городище, розташоване в низині річки Кубані (приблизно в 12 км на захід від станиці Варениківської) Кримського району Краснодарського краю. Городище було великим міським центром древньої Синдики. Давньогрецький географ Страбон, що жив в I ст. до н. е., писав, що в Синдській державі недалеко від моря лежить місто Аборака. Ймовірно це й було Семибратнє городище.

## Археологічні дослідження

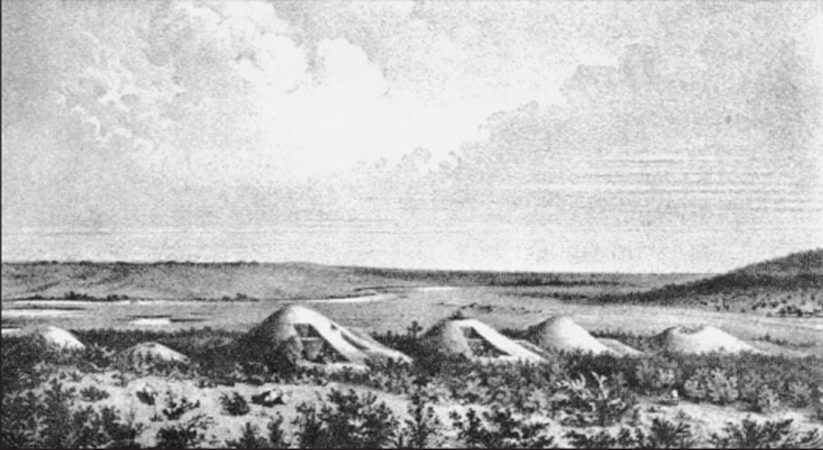
Розкопки Семибратніх курганів. Літографія 1875 року<center\>

Вперше розкопки цієї археологічної пам'ятки були проведені в 1878 р. В. Г. Тізенгаузеном, який раніше досліджував Семибратні кургани за 3 км від городища.
Але якихось конкретних висновків про датування не було зроблено, лише згадано, що знайдено ручку грецької амфори та мідну боспорську монету. Наступний етап у вивченні городища пов'язаний з роботами Н. В. Анфімова у 1938—1955 роках. Ним були досліджені ділянки оборонних стін V—IV ст. до н. е. і пізньоеліністична кам'яна будівля. Завдяки цим розкопкам вдалося отримати важливі дані про стратиграфію та історичну топографію міста. Ранній шар датується кінцем VI—V ст. до н. е., до нього відноситься добре збережена фортечна стіна. Другий шар IV ст до н. е. — це шар попелища, що пов'язується з подіями воєнного характеру в Синдиці відомими з новели Поліена. В кінці IV ст. до н. е. відбувся ще один розгром Лабріту і повне руйнування ранніх оборонних споруд. Третій шар пов'язаний з кінцем IV — першою половиною III ст. до н. е., а останній — з другою половиною III—I ст. до н.е. Ця точка зору існува до появи інших припущень В. П. Толстікова стосовно датування оборонних споруд Лабріса, зовнішній вигляд яких було реконструйовано. Після цього на 40 років дослідження були припинені, а місцевими жителями було завдано руйнувань цій пам'ятці культури.
Назва міста, яку можна реконструювати як Лабріс, стала відома після випадкової знахідки у 1985 році напису боспорського царя Левкона І, який розповідає, що тут він посвятив статую Фебу Аполлону після битви з Октамасадом, сином царя синдів Гекатея. Нові дані про Лабріс отримані в ході польових досліджень Боспорської експедиції ІІМК РАН, починаючи з 2001 р. Розкопки Семибратнього городища проводилися протягом ряду років Краснодарським історико-краєзнавчим музеєм. В результаті всіх цих розкопок відкрито міцні фортечні стіни, монументальну кам'яну будівлю, залишки будинків рядового населення.

## Загальна характеристика

Реконструкція північно-східної оборонної лінії Семибратнього городища (За В. П. Толстіковим)<center\>

Місто виникло в кінці VI ст. до н. е. й проіснував протягом кількох століть. Розквіт його припадає на V—IV ст. до н. е.
Вже на початку V ст. до н. е. місто обноситься кам'яною фортечною стіною з прямокутними вежами, розташованими на відстані 15-18 м одна від одної. Вежі виступали більш ніж на 3 м за лінію стіни, що було важливо для ураження супротивника під час облоги міста не тільки в лоб, але й з флангів. Товщина стін дорівнювала 2,5 м, але так як з внутрішньої сторони стіни пристроювалися кам'яні сходи, то ширина фортечних стін зростала до чотирьох метрів. У висоту стіна сягала в давнину 6 м. Оборонні споруди міста двічі піддавалися руйнації у зв'язку з військовими діями. Свідченням цьому служать потужні шари попелу, які є наслідком великих згарищ і руйнувань. Найбільш фортечні стіни постраждали в кінці V або на початку IV ст. до н. е. Існує припущення, що це було пов'язано з тими війнами між синдами та окремими меотськими племенами, відгомони яких знаходяться в новелі «Військові хитрощі» Поліена про меотянку Тіргатао. Але незабаром стіни були відновлені й проіснували до кінця століття. В кінці IV ст. до н. е. вони були майже повністю зруйновані й більше не відновлювалися. Саме тоді йшла міжусобна війна між синами боспорського царя Перісада I, який помер в 309 р. до н. е. Театром воєнних дій було лівобережжя річки Кубань в її пониззі. Не виключено, що вторинне руйнування фортечних стін Семибратнього городища стало результатом військових дій між синами Перісада. На початку III ст. до н. е. збудовано нова фортечну стіна, яка за своєю міццю поступалася колишній.
Усередині міста розкопано монументальну будівлю, побудовану в кінці IV-початку III ст. до н. е. і яка проіснувала близько двох століть. Площа будинку перевищувала 400 м2, що на ті часи було досить значно. Будинок складався з п'яти кімнат та внутрішнього дворика з колодязем. Можливо, що над північними кімнатами існував другий поверх. Зовнішні стіни будівлі були незвично міцні ій досягали товщини 1,7 м, що надавало будівлі виду фортеції. Будинок мав житловий характер і, можливо, належав якомусь правителю міста або наміснику. Тут же було знайдено залишки вівтаря, який був не першою знахідкою на городищі й мав характер «жертовника».
Місто, розташоване на місці Семибратнього городища, було великим економічним і політичним центром древньої Синдики. Судячи за знахідками хіоських амфор, міське життя розпочалось тут в другій чверті V ст. до н. е. Деякі дослідники вважають його столицею й резиденцією Синдських царів. Дослідники, зокрема Толстіков, припускають, що місцеві правителі обрали місто своєю резиденцією для взаємовигідних економічних та військових дій з Боспорськими правителями. Це пояснює й знаходження поблизу городища величезних курганів з багатими похованнями. Підданими царів Синдики були греки-переселенці, які спочатку дарували царям коштовну зброю, прикраси, предмети розкоші, а пізніше — фіксовану подать у вигляді золотих та срібних монет. Основне населення міста — синди, займалися землеробством, ремеслами й торгівлею з сусідніми меото-сарматськими племенами й Боспорським царством. У середині IV ст. до н. е. місто ввійшло до складу Боспорської держави, і в II ст. до н. е. воно втрачає своє значення.
У мітрідатову епоху, коли Боспорська держава увійшла до складу Понтійської держави Мітрідата VI Євпатора, місто припинило існування. Причини загибелі не відомі. У кінці I ст. до н. е.. на території міста, що лежало в руїнах, виникає невелике поселення місцевого племені. Селище займало площу, прилеглу з півдня до великої елліністичної будівлі, частково використовуючи й його побудови. Розкопками відриті залишки невеликих будиночків, при будівництві яких використовувався камінь із зруйнованої будівлі. Один з таких будинків, що досліджений майже повністю, був збудований впритул до фасаду елліністичної будівлі й складався з трьох приміщень. Стіни збереглися на висоту до 0,5 м. Перша кімната була свого роду «кухнею». У центрі її були виявлені залишки глинобитної господарської печі, на черені якої лежав посуд. Уздовж однієї зі стін стояли три горщика, в іншому місці — велика чаша, а всього тут було знайдено близько двадцяти глиняних посудин. Між ними знайдено обвуглене просо. Інше кам'яне приміщення мало господарське призначення. Можливо, це був внутрішній дворик. У кутку був виритий льох, горловина якого була викладена камінням. Тут було знайдено кам'яне коритце і ступа.
Поселення на місці Семибратнього городища проіснувало близько століття — до кінця I ст. н. е., і після цього життя тут більше не поновлювалася.